# Boden Alive
Boden Alive är en gratisfestival som tillhör staden Bodens många sommarevenemang. Boden Alive arrangeras av det kommunala eventbolaget Boden Event och infaller vecka 29 . Familjeaktiviteterna sker oftast dagtid med karuseller och tivoli, för att senare framåt kvällningen övergå till festligheter, med liveband och öltält i festivalanda.

## Historia
År 2009 firade Boden Alive 10-årsjubileum. År 2012 fick Boden Alive ett nytt datum och ny plats för evenemanget på grund av ekonomiska skäl.
Under några år har Boden Alive inte arrangerats och år 2014 myntades en ny stadsfestival, Kläppenfestivalen. Det blev bara en engångsföreteelse på grund av misskommunikation mellan arrangören och Boden Kommun.
År 2016 återuppstod Boden Alive på nytt och arrangerades nu av Boden Event som är det kommunala eventbolaget i Boden.